# پیزو گومز
پیزو گومز (انگلیسی: Pizo Gómez؛ زادهٔ ۷ ژانویهٔ ۱۹۶۴) بازیکن فوتبال اهل اسپانیا است.
از باشگاه‌هایی که در آن بازی کرده‌است می‌توان به باشگاه فوتبال اسپانیول، باشگاه فوتبال رایو وایکانو، باشگاه فوتبال اتلتیکو مادرید، باشگاه فوتبال اتلتیک بیلبائو، باشگاه فوتبال ایبار، باشگاه فوتبال اوساسونا، و باشگاه فوتبال اتلتیک بیلبائو بی اشاره کرد.